# الفروسات
قرية الفروسات هي إحدى القرى التابعة لمركز المنزلة في محافظة الدقهلية في جمهورية مصر العربية. حسب إحصاءات سنة 2006، بلغ إجمالي السكان في الفروسات 16069 نسمة، منهم 8416 رجل و7653 امرأة.